# Hondryches tessmanni
Hondryches tessmanni là một loài bướm đêm trong họ Noctuidae.